# 大独脚金
大独脚金（学名：Striga masuria），又名高雄獨腳金，为玄参科独脚金属下的一种草本植物，全株被有粗毛。全草入藥，其性甘、淡、平，有健脾消食，清热利湿的功效。